# Teatro Cómico (Córdoba)
El Teatro Cómico es un teatro de Córdoba (España), situado en la calle Ambrosio de Morales. En su origen era un pequeño teatro de madera que tras un incendio que lo destruyó por completo fue remodelado a finales del siglo XX para su uso como espacio cultural, sala de exposiciones y sede temporal del Centro Filarmónico Eduardo Lucena.

## Historia
El Teatro Cómico fue en sus primeros tiempos, un teatro de madera angosto que podía dar cabida a no más de 300 personas. Juan Bonel, propietario del Teatro Cómico lo vendió a Manuel García Lovera en el año 1874 acometiendo obras de rehabilitación total del edificio. Este renombró el teatro como Teatro Principal. Pintado por José Serrano Bermúdez lucía decoraciones del pintor del Salón Liceo del Círculo de la Amistad, José María Rodríguez Losada, albergando 21 palcos, 2 palcos de proscenio, 20 plateas, 2 plateas de proscenio, 238 butacas de patio, 20 anfiteatros de primera fila, 22 de segunda, 60 delanteras de paraíso, 200 entradas principales, y 400 localidades de paraíso. El 17 de julio de 1892, el Teatro Principal sufrió un pavoroso incendio desapareciendo en pocas horas, no pudiendo levantarse sobre el mismo solar otro, debido a las ordenanzas municipales del año 1888.
A finales de los años 90 fue remodelado conservando su fachada ecléctica, ordenada con cuatro huecos por cada una de las dos plantas existentes.